# Francesco Alimena
Francesco Alimena (Cosenza, 6 settembre 1836 – Cosenza, 21 ottobre 1902) è stato un avvocato e politico italiano, deputato del Regno d'Italia nelle XV, XVI e XVII legislatura (1882-1892).

## Biografia
Appartenente ad una antica famiglia di tradizione liberale (un Francesco Alimena era stato arrestato come sospetto "giacobino" dalla polizia borbonica poco prima della proclamazione della Repubblica Partenopea il 23 gennaio del 1799) compì i suoi studi superiori presso un Collegio di Gesuiti per avviarsi poi agli studi di diritto. Brillante avvocato, la sua oratoria è ricordata in numerose testimonianze (Nicola Serra, Nicola Misasi, Ferdinando e Gennaro Cassiani. Enrico Pessina, professore di diritto e procedura penale dell'Università di Napoli, lo ricorda come «aquila superba nei grandi cieli della eloquenza». Enrico Ferri dell'Università di Roma, scrisse che «imprimeva nei processi la sua unghia di leone» . Fu eletto deputato per il collegio di Cosenza per un decennio (1882-1992) e in questa veste si distinse nella critica al "trasformismo". Ricordato anche un suo intervento in difesa della Cassazione unica a Roma che gli valse la stima di Giuseppe Zanardelli, padre dell'avanzato Codice penale che rimase in vigore in Italia dal 1890 al 1930, quando sarà soppiantato dal Codice Rocco varato durante il regime fascista. Dal 1897 alla sua morte fu Presidente dell'Ordine degli avvocati e procuratori di Cosenza. Morì nell'aula della Corte di Assise di Cosenza il 21 ottobre 1902 al termine di una arringa.